# Palio w Sienie

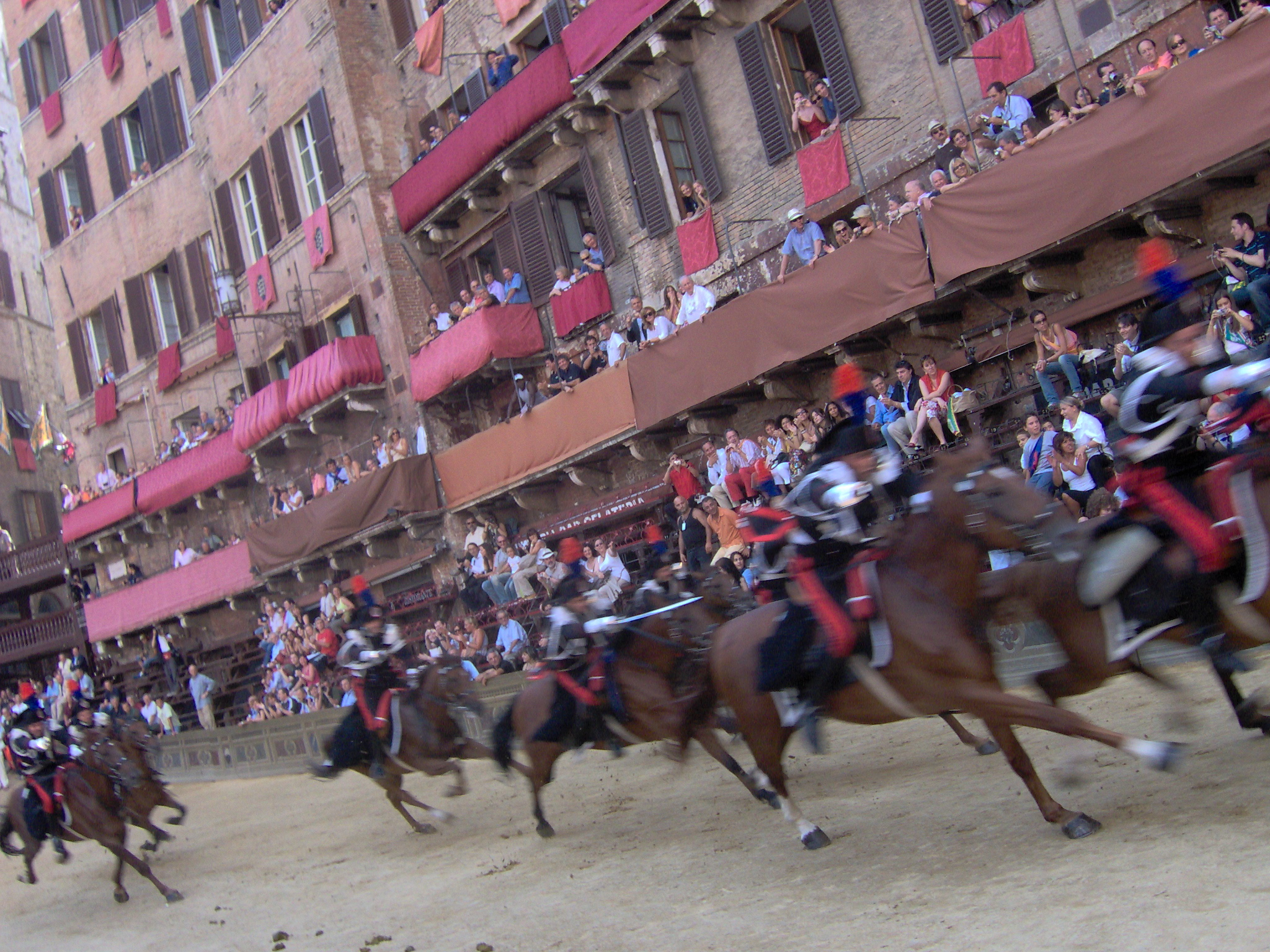
Wyścig karabinierów

Palio (wł. Palio di Siena, Il Palio, a w Sienie Palio delle contrade) — odbywający się we włoskim mieście Siena słynny toskański festyn na cześć Matki Boskiej, który sięga swoją tradycją czasów średniowiecza.
Kulminacyjnym punktem tego święta, którym żyje całe miasto i przyciąga tysiące turystów z całego świata, jest otwarta dla widzów, niezwykle emocjonująca, choć trwająca jedynie trzy okrążenia wokół placu, gonitwa konna. Wyścig rozgrywany jest dwa razy do roku 2 lipca i 16 sierpnia o godzinie 19 na głównym placu Sieny Piazza del Campo.
W dniach poprzedzających Palio w mieście odbywa się szereg niezwykle widowiskowych, barwnych pochodów i parad, w tym pokazów zręcznościowych siedemnastu rywalizujących ze sobą drużyn w kostiumach z epoki, które reprezentują 17 dzielnic (contrade) Sieny. Do najbardziej widowiskowych zaliczyć należy symultaniczne żonglowanie wielkimi jedwabnymi chorągwiami w barwach contrade. Każda dzielnica ma swoje własne, odrębne barwy, co widoczne jest także na ulicach miasta, które w dniach Palio są odświętnie udekorowane chorągwiami i wstęgami w barwach contrade.
Zwycięstwo w gonitwie Palio, to nie tylko źródło wielkiej dumy i prestiżu dla contrade, której mieszkańcy licznie uczestniczą w święcie, ale także szansa na niebagatelne wygrane z uwagi na przyjmowane w tych dniach zakłady, nierzadko o bardzo wysokie stawki.
Zawodnicy dosiadający koni podczas gonitwy Palio reprezentują 17 dzielnic contrade. W samej gonitwie bierze udział 10. dżokejów (i fantini) reprezentujących kontrady, jak też 10 koni wystawionych przez te dzielnice. Tymczasem o wyborze kontrad, jak też koni i jeźdźców, którzy wezmą udział w gonitwie decyduje dość szczególne losowanie, zależne od przebiegu poprzedniej gonitwy Palio. Każda z drużyn biorących udział w gonitwie wystawia zatem swojego konia, jednak konie te są następnie losowane przez kontrady, co czyni gonitwę tym bardziej emocjonującą.
Konie i jeźdźcy noszą barwy i herby contrade (dzielnic): Aquila (Orzeł), Bruco (Gąsienica), Chiocciola (Ślimak), Civetta (Sowa), Drago (Smok), Giraffa (Żyrafa), Istrice (Jeżozwierz), Leocorno (Jednorożec), Lupa (Wilczyca), Nicchio (Muszla), Oca (Gęś), Onda (Fala), Pantera (Pantera), Selva (Las), Tartuca (Żółw), Torre (Wieża) i Valdimontone (Baran).
W niektórych toskańskich miastach (np. Camaiore) podczas tradycyjnego Palio odbywa się żartobliwa jego odmiana, podczas której jeźdźcy dosiadają osłów.